# Nicky Hayden
Nicky Hayden (polno ime Nicholas Patrick Hayden, imenovan tudi The Kentucky Kid), ameriški motociklistični dirkač, * 30. julij 1981, Owensboro, Kentucky, ZDA, † 22. maj 2017, Cesena, Italija.
Nicky Hayden je bil ameriški profesionalni motociklistični dirkač, ki je leta 2006 postal svetovni prvak v razredu MotoGP. S cestnim dirkanjem je začel v prvenstvu CMRA, od koder je napredoval v prvenstvo AMA Supersport in pozneje v AMA Superbike. V tem razredu je leta 2002 postal svetovni prvak, zaradi česar se je zanj začelo zanimati moštvo Repsol Honda in ga povabilo, da bi tekmoval zanj v razredu MotoGP.
V prvih dveh sezonah je dosegal mešane rezultate in le štirikrat stopil na zmagovalne stopničke. V sezoni 2005 je dosegel svojo prvo zmago v MotoGP, in sicer na dirkališču v Laguna Seci. Sezono je zaključil kot tretji dirkač prvenstva. Naslednja sezona 2006 je bila njegova najboljša, saj se je na koncu okitil z naslovom svetovnega prvaka prvenstva MotoGP, s čimer je prekinil niz petih zaporednih naslovov Valentina Rossija. Pri Hondi je ostal še naslednji dve leti, v katerih pa ni več osvojil zmage. Leta 2009 se je preselil k Ducatiju, pri katerem je dirkal pet sezon, ki so bile zanj bolj kot ne neuspešne. Najvišje je bil v sezoni 2010, ki jo je zaključil na sedmem mestu. Leta 2014 se je preselil k Hondi Aspar, kjer je ostal dve sezoni. Čeprav je bil tovarniški dirkač kar 11 od 13-ih sezon (6 pri Repsol Hondi in 5 pri Ducatiju), je v svoji MotoGP karieri dosegel le tri zmage.
V svoji prvi sezoni v prvenstvu Superbike po vrnitvi k ekipi Ten Kate Racing team je dosegel zmago v Maleziji, na koncu pa je bil peti. Tudi v sezoni 2017 je dirkal v tem prvenstvu pri ekipi Red Bull Honda team (bivši Ten Kate Racing team).
17. maja 2017 ga je med vožnjo s kolesom v Italiji zbil avtomobil. Utrpel je hudo poškodbo možganov, zaradi česar je pet dni pozneje umrl v lokalni bolnišnici. Posmrtno je bil leta 2018 sprejet v Motociklistično hišo slavnih združenja AMA.

## Zgodnja kariera
Nicky Hayden se je rodil 30. julija 1981 v Owensboroju v Kentuckyju v ZDA. S cestnimi dirkami se je prvič srečal že v rani mladosti, ko je začel dirkati v tekmovanju CMRA. Pogosto je tekmoval proti precej starejšim tekmovalcem. Največkrat je dirke začenjal v ozadju, saj je bil še premajhen, da bi se njegove noge lahko same dotikale tal, zato je potreboval na štartu koga izmed družinskih članov ali članov ekipe, da so mu držali motor pokonci. Ko je bil star 17 let in je bil še srednješolec, je že začel dirkati z motociklom Honda RC45.
Leta 1999 je osvojil prvenstvo AMA Supersport s Hondo. Napredoval je v prvenstvo AMA Superbike, ki ga je prvič v celoti odvozil v sezoni 2001. Končal je kot tretji za prvakom Matom Mladinom in podprvakom Ericom Boromo. Leta 2002 je osvojil dirko Daytona 200, postal pa je tudi najmlajši prvak v zgodovini v prvenstvu AMA Superbike in prekinil triletno vladavino Mata Mladina. Udeležil se je tudi dirk v prvenstvu World Superbike v Laguna Seci, kjer je na prvi osvojil četrto mesto, na drugi dirki pa je trčil z Noriyukijem Hago.
Leta 1999 je Hayden osvojil svoje prvo državno prvenstvo in prejel nagrado za novinca leta. Istega leta je bil razglašen tudi za športnika leta v prvenstvu AMA. Leta 2000 je prvič zmagal na dirki Springfield Short Track. Leta 2002 je zmagal na štirih dirkah: dvakrat na Springfield Short Track, po enkrat pa na dirkah Springfield TT in Peoria TT. Na dirki Springfield TT so prva tri mesta dosegli trije bratje Hayden – Nicky je zmagal, drugi je bil starejši brat Tommy, tretji pa mlajši brat Roger Lee.
Zmago na dirki Peoria TT leta 2002 je dosegel kljub štartu s kazenske linije. Premagal je 13-kratnega zmagovalca te dirke Chrisa Carrja. Haydnu je v karieri zmanjkala le ena dirka, da bi se pridružil Dicku Mannu, Kennyju Robertsu starejšemu, Bubbi Shobertu in Dougu Chandlerju v prestižnem klubu dirkačev, ki so uspeli osvojiti vse tovrstne dirke.

## MotoGP

### Honda (2003-2008)

#### 2003
Takoj po osvojitvi naslova v prvenstvu AMA Superbike je bil Hayden izbran, da se pridruži ne samo Hondinim testnim dirkačem, ampak tudi glavni ekipi The Factory Repsol Honda team za dirke v razredu MotoGP.
V debitantski sezoni v razredu MotoGP se je pričakovalo, da bo Haydna popolnoma zasenčil njegov moštveni kolega Valentino Rossi, ki je branil naslov svetovnega prvaka, vendar je kljub temu dosegal dobre rezultate. Na prvi dirk na Japonskem je osvojil sedmo mesto, Rossi pa je zmagal. Toda dirko je zaznamovala smrt japonskega dirkača Daijira Kata, ki je trčil v pregrado v delu proge, imenovanem Casio Triangle. Na naslednji dirki v Južni Afriki je Hayden ponovno osvojil sedmo mesto, Rossi pa je bil drugi.
Edini odstop v sezoni je Hayden zabeležil v Španiji. Na naslednjih dirkah v Franciji in Italiji je osvojil dvanajsto mesto, v Kataloniji pa je bil deveti. V nadaljevanju je osvajal točke na velikih nagradah Nizozemske z enajstim mestom, Velike Britanije z osmim mestom, v Nemčiji pa je zabeležil do takrat najboljšo uvrstitev v karieri, ko je dirko končal kot peti, potem ko je izgubil bitko z Lorisom Capirossijem za četrto mesto. Dirko na Češkem je prav tako sklenil s petim mestom, portugalsko dirko z devetim in dirko v Riu de Janeiru ponovno s petim mestom.
Na pacifiškem grand prixu je prvič v karieri stopil na stopničke v razredu MotoGP, po tem, ko je bil Makoto Tamada zaradi manevra v zadnjem krogu, s katerim je s steze izrinil Seta Gibernaua, po dirki diskvalificiran, s tem pa je Hayden prišel na tretje mesto. V Maleziji je bil četrti, na predzadnji dirki v Avstraliji pa je s tretjim mestom osvojil še ene stopničke. Med dirko je vozil na tretjem mestu, nato pa ga je na enem iz ovinkov odneslo rahlo iz ovinka, zaradi česar je pristal za Marcom Melandrijem, Tohrujem Ukawo, Setom Gibernauom in Carlosom Checo. Z odličnim dirkanjem se je prebil nazaj na tretje mesto in končal 0,031 sekunde pred Gibernauom. V uvodnih krogih dirke se je z moštvenim kolegom Rossijem boril za peto mesto, pri čemer sta večkrat zamenjala poziciji. Na zadnji dirki v Valenciji je Hayden ostal brez točk na šestnajstem mestu.
Hayden je svojo prvo sezono v elitnem motociklističnem razredu sklenil na petem mestu s 130 točkami, s čimer je zbral 227 točk manj od moštvenega kolega Valentina Rossija, ki je ponovno osvojil naslov svetovnega prvaka, Hayden pa je prejel nagrado za novinca leta.

#### 2004
Po zelo dobri debitantski sezoni v najelitnejšem razredu tekmovanja so mnogi pričakovali, da bo v novi sezoni naredil še korak naprej, nekateri so špekulirali celo o boju za naslov prvaka z novim moštvenim kolegom Alexom Barrosom ali Valentinom Rossijem.
Sezono je odprl dobro s petim mestom na prvi dirki v Južnoafriški republiki, enak rezultat je dosegel tudi na naslednji dirki v Španiji. Sledili so slabši rezultati z 11. mestom v Franciji in odstopom na deževni dirki v Italiji kljub osvojenemu 2. mestu v kvalifikacijah, kjer je zaostal le 0,369 sekunde za Seteom Gibernaujem in bil 0,373 sekunde pred Valentinom Rossijem, s čimer si je zagotovil drugi štart v prvi vrsti v karieri. Tudi na naslednji dirki v Kataloniji je Hayden odstopil, tokrat zaradi tehničnih težav s svojim tovarniškim hondinim motociklom. Na dirki na Nizozemskem je ponovno osvojil peto mesto.
Na sedmi dirki sezone v Riu de Janeiru je osvojil prve stopničke v sezoni s 3. mestom. Od začetka dirke sta z Maxom Biaggijem izvajala pritisk na Kennyja Robertsa mlajšega, ki je štartal z najboljšega položaja, zatem pa sta ga prehitela. Približno na polovici dirke ga je prehitel Makoto Tamada iz moštva Honda Pons, Hayden pa je nato 3. mesto držal do konca dirke. Tudi na naslednji dirki se je uvrstil na najnižjo stopničko za moštvenim kolegom Barrosom in zmagovalcem Biaggijem. Na kvalifikacijah za to dirko je sicer osvojil le 9. mesto. Do konca dirke se je za to pozicijo boril z Rossijem, na koncu je ciljno črto prečkal le 0,207 sekunde pred »dirkaškim doktorjem«.
Po stopničkah na dveh zaporednih dirkah je Hayden naslednjo dirko na Veliki nagradi Velike Britanije končal tik pod njimi na 4. mestu. Sledila je dirka na Češkem s tretjim odstopom v sezoni. Na kvalifikacijah se je uvrstil v tretjo štartno vrsto na 7. mestu, med ogrevanjem pa je kazal, da bi se lahko boril za zmago. Po dobrem štartu se je boril s skupino dirkačev, ki so jo sestavljali Rossi, Biaggi in Barros, ki so skušali zmanjšati vrzel do vodilnega na dirki Gibernaua. Po Barrosovem padcu in odstopu se je Hayden prebil na 4. mesto, vendar je pet krogov pred koncem izgubil sprednje kolo, padel in končal dirko.
V Italiji si je med vožnjo z motociklom Honda CRF450 zlomil desno ključnico, zaradi česar je izpustil naslednjo dirko na Portugalskem. Na Japonskem se je vrnil v dirkaško karavano, vendar je dirko še četrtič v sezoni predčasno končal, ko je bil udeležen v trčenje šestih dirkačev na uvodu dirke.
Naslednje tri dirke v Katarju, Maleziji in Avstraliji je končal na 5., 4. in 6. mestu, na zadnji dirki v Valenciji pa je zabeležil še peti odstop. Med dirko se je boril z Rossijem in Biaggijem, dokler ni zaradi naglega zaviranja, s čimer se je izognil trku z Biaggijevim motociklom, zaostal za njima. Na tretje mesto se je prebil Troy Bayliss, na četrto pa Tamada. Krog pozneje je izgubil nadzor nad motociklom in padel. Zadnjo dirko je sicer med gledalci spremljal tudi Michael Jordan.
Sezono 2004 je Hayden končal na 8. mestu s 117 točkami. Imel je 187 točk zaostanka za prvakom Valentinom Rossijem. Dvakrat je osvojil stopničke in kar petkrat odstopil, kar je predstavljalo največ odstopov v eni sezoni v njegovi karieri.

#### 2005
Po razmeroma slabi sezoni 2004 ga je veliko ljudi kritiziralo in trdilo, da bi ga morali odpustiti iz tovarniške Hondine ekipe. Vendar pa so se v sezoni 2005 rezultati izboljšali.
Na prvi dirki v Španiji je Hayden odstopil po tem, ko je bil na dobri poti, da osvoji 3. mesto. Na začetku dirke je prehitel Yamahinega Valentina Rossija, vendar ga je ta pozneje potisnil nazaj na 3. mesto, pri čemer je Hayden ohranjal dve sekundi prednosti pred 4. Marcom Melandrijem. Osem krogov pred koncem pri 1,5 sekunde zaostanka za Seteom Gibernauom in Rossijem je Hayden nenadoma izgubil nadzor nad svojim tovarniškim motociklom RCV in odstopil. Zato pa je na naslednjih šestih dirkah (na Portugalskem, Kitajskem, v Franciji, Italiji, Kataloniji in na Nizozemskem) dosegel spodbudne rezultate z uvrščanjem med 4. in 9. mestom.
Do preboja je prišlo na dirki za Veliko nagrado ZDA na dirkališču Laguna Seca. Tega kalifornijskega prizorišča ni bilo na koledarju dirk vse od leta 1994, kar je pomenilo, da je le nekaj dirkačev imelo izkušnje s to progo. Avstralca Troy Bayliss in Američan Colin Edwards sta progo poznala iz časa kariere v razredu Superbike. Poznana je bila tudi Haydnu, ki je leta 2000 zmagal na dirki razreda AMA, leta 2002 pa je v razredu Superbike osvojil 4. mesto. Na drugi strani Rossi ni nikdar dirkal na tem dirkališču, kar je dajalo prednost tem dirkačem. V sobotnih kvalifikacijah je Hayden prvič v karieri osvojil najboljši štartni položaj, po tem, ko je za 0,354 sekunde premagal nekdanjega moštvenega kolega Rossija. Na dirki ga je takoj na začetku ogrozil Bayliss, vendar si je do konca uvodnega kroga že nabral sekundo zaostanka. Rossi je prehitel Baylissa in se prebil na 2. mesto, vendar je za vodilnim Haydnom v 10. krogu zaostajal že 2,6 sekunde. V 16. krogu je Rossija prehitel Edwards in v treh krogih znižal zaostanek za vodilnim na 1,8 sekunde. Hayden se je odzval s povišanjem tempa in na koncu za 1,941 sekunde prehitel drugega Edwardsa in za 2,312 sekunde tretjega Rossija. S tem je The Kentucky Kid osvojil prvo zmago v karieri v najelitnejšem razredu, s tem pa tudi prvo zmago za tovarniško ekipo Honde po Rossijevi zmagi na dirki v Valenciji leta 2003.
Po odličnem rezultatu na domači dirki v ZDA je na naslednji v Veliki Britaniji zabeležil drug odstop v sezoni. V drugem krogu je padel, ko je držal 7. mesto. Sledila je dirka v Nemčiji, kjer je Hayden na svoj 24. rojstni dan osvojil svoj drugi najboljši štartni položaj v sezoni in obenem v karieri, po tem, ko je za 0,101 sekunde premagal Seta Gibernaua. Na začetku dirke je držal vodstvo, za njim so vozili Rossi, Barros in Gibernau. V 6. krogu je bila dirka zaradi padca in poškodbe Suzukijevega Johna Hopkinsa prekinjena. Zatem so dirko ponovno začeli s pozicij v 5. krogu, kar je pomenilo, da je Hayden štartal s prvega mesta, za njim pa sta bila Rossi in Barros. Po ponovnem štartu je Hayden še držal vodstvo pred zasledovalci Rossijem, Gibernauom, Barrosom in Biaggijem. V drugem krogu sta ga en za drugim prehitela Rossi in Gibernau. Slednji je v zadnjem krogu preširoko zapeljal v enega izmed zavojev, vendar Hayden te napake ni uspel izkoristiti in je dirko končal kot 3.; 0,885 sekunde za zmagovalcem Rossijem, kar je pomenilo njegove druge stopničke sezone.
Sledile so tri dirke brez stopničk na Češkem, Japonskem in v Maleziji, kjer se je uvrščal med 4. in 7. mestom. Na dirkališču v Sepangu je odpeljal najhitrejši krog dirke.
Zadnje štiri dirke je Hayden vselej končal na stopničkah. V Katarju je bil tretji. V Avstraliji je v soboto osvojil tretji najboljši štartni položaj v sezoni in karieri ter postavil nov rekord proge Phillip Island s časom 1:29.337, kar je bilo 0,731 sekunde hitreje od prejšnjega Rossijevega rekorda. Na začetku dirke je vodil do tretjega kroga, ko sta ga en za drugim prehitela Rossi in Melandri. Haydnu je kmalu uspelo ponovno prehiteti Melandrija in manjšati zaostanek za Rossijem, s katerim je uprizoril močan boj za vodstvo med 8. in 17. krogom. Takrat mu je uspelo ponovno prevzeti položaj vodilnega, vendar so ju z Rossijem ujeli zasledovalci Melandri, Gibernau in Checa. V 19. krogu sta Haydna ponovno prehitela Rossi in Melandri. S slednjim sta večkrat izmenjala pozicije, dokler se ni Hayden končno zasidral na 2. mestu, vendar s sekundo zaostanka za Rossijem pet krogov pred koncem. Kljub naporom, da bi zmanjšal zaostanek, je dirko dobil Rossi s prednostjo 1,007 sekunde. Na dirki na novem prizorišču v Turčiji je Hayden osvojil še eno 3. mesto. Na zadnji dirki v Valenciji je bil ponovno v igri za zmago, vendar je na koncu zaostal 0,097 sekunde za zmagovalcem dirke Melandrijem po težkem boju v zadnjem krogu.
Hayden je sezono 2005 v skupnem seštevku končal na 3. mestu z osvojenimi 206-imi točkami, kar je pomenilo 161 točk zaostanka za prvakom Valentinom Rossijem in 14 točk za drugim Marcom Melandrijem. Skupno je osvojil 6 stopničk, med njimi je bila tudi ena zmaga.

#### 2006
Po tem, ko je v sezoni 2005 kritike utišal z zmago na domači dirki in osvojitvijo več stopničk, je bila sezona 2006 za Kentucky Kida še boljša.
Uvodno dirko v Španiji je Hayden končal na tretjem mestu. Četrtega Tonija Eliasa je prehitel za manj kot 0,1 sekunde, branilec naslova Valentino Rossi pa je na dirki zasedel šele 14. mesto po padcu, ki ga je zakrivil Elias. Na drugi dirki v Katarju je Hayden končal na drugem mestu za zmagovalcem Rossijem. Dirko je sicer odpeljal zelo dobro, v 19. krogu celo prehitel Rossija, vendar je vodstvo izgubil v zadnjem krogu in ciljno črto prečkal 0,9 sekunde za njim. Tudi v Turčiji je zasedel tretje mesto, po tem, ko je v zaključku dirke odstopil njegov moštveni kolega pri Hondi Dani Pedrosa. S tem rezultatom je Hayden prevzel vodstvo v skupnem seštevku s točko prednosti pred Capirossijem. Na dirki na Kitajskem je zabeležil četrto zaporedno uvrstitev na stopničke, saj je končal kot drugi za zmagovalcem, moštvenim kolegom Danijem Pedroso. To dirko je sicer začel kot peti in na začetku padel na sedmo mesto, vendar je postopno napredoval do drugega mesta. V zadnjih desetih krogih je zaostanek za Pedroso znižal na samo 0,6 sekunde, vendar ga v zadnjih štirih krogih ni več uspel prehiteti, saj se je Pedrosa odzval z višjim tempom, postavil najhitrejši krog na dirki in prvič v karieri zmagal s prednostjo 1,55 sekunde pred Haydenom.
Na dirki v Franciji je Hayden prvič v sezoni ostal brez stopničk, saj je osvojil peto mesto. Kljub temu je Le Mans zapustil kot vodilni v svetovnem prvenstvu s 43 točkami prednosti pred Rossijem, ki je dirko končal kot osmi. V prvenstvu sta se mu v tem času najbolj približala Marco Melandri in Loris Capirossi, ki sta zbrala le 3 točke manj. Sledila je dirka v Italiji, kjer je osvojil tretje mesto, blizu je bilo tudi drugo, ki ga je osvojil Capirossi, ki je prevzel vodstvo v skupnem seštevku. V Kataloniji je zasedel drugo mesto, medtem ko sta Capirossi in Melandri dirko izpustila. Na Nizozemskem je dosegel najhitrejši krog in osvojil prvo zmago v sezoni. Hayden je sicer to dirko začel kot peti, vendar je hitro prehitel Marca Melandrija, Šinja Nakanoja in Johna Hopkinsa, se prebil na drugo mesto in lovil večino dirke vodilnega Colina Edwardsa. V predzadnjem krogu ga je prehitel med zaviranjem na zadnji šikani. Edwards se je skušal s svojo tovarniško Yamaho obdržati ob njem, vendar je bil prisiljen zapeljati s proge, s čimer si je pridelal zaostanek za Haydnom. Kljub temu dirka še ni bila odločena, saj je Edwards uspel pol kroga pred koncem ponovno prevzeti vodstvo. Oba sta dirkala na zgornji meji, v zadnjih zavojih pa je Edwards zapeljal preveč po notranji strani proge in naletel na zaplato sintetične trave, zaradi česar je izgubil nadzor nad motociklom in padel. S to zmago je Hayden pridobil novih 25 točk in prednost pred Rossijem, ki je končal na osmem mestu, povišal na 46 točk.
Hayden je v Veliki Britaniji ponovno končal brez stopničk na sedmem mestu, Rossi pa je bil drugi. V Nemčiji se je Hayden odzval s tretjim mestom za Melandrijem in Rossijem, s katerim se je boril vso dirko, vendar zaostal 0,266 sekunde. V domači Laguni Seci v ZDA je še drugo leto zapored zmagal. Na tej dirki je sicer začel kot šesti, vendar hitro pridobil tri mesta in lovil Kennyja Robertsa mlajšega ter Chrisa Vermeulena. V devetem krogu je prehitel Robertsa, vendar si je do takrat Vermeulen že nabral dve sekundi prednosti. Haydenu je uspelo zmanjšati zaostanek do polovice dirke, saj so se v toplih pogojih Vermeulenove Bridgestonove pnevmatike hitreje izrabile, v naslednjem krogu pa je preveč na široko odvozil enega izmed zavojev in prepustil vodstvo Haydnu. Ta si je nato privozil več kot dvesekundno prednost in ciljno črto prečkal 3,186 pred moštvenim kolegom Pedroso. Rossi je na tej dirki zaradi tehničnih težav odstopil, s čimer si je Hayden v skupnem seštevku povečal prednost na 34 točk pred drugim Pedroso in 51 točk pred četrtim Rossijem.
Dirko na Češkem je Hayden končal na devetem mestu, v Maleziji pa je bil četrti. V Avstraliji je bil kljub prvemu in hkrati edinemu najboljšemu štartnemu položaju peti, enak rezultat je dosegel tudi na Japonskem. Rossi je konstantno dosegal stopničke, v Sepangu je celo zmagal. S tem je zaostanek za Haydnom v skupnem seštevku znižal z 51 na 12 točk in se prebil na drugo mesto.
Na predzadnji dirki na Portugalskem je Rossi v soboto osvojil najboljši štartni položaj, Hayden pa je bil tretji. Na dirki je Haydna v petem krogu med poskusom prehitevanja zbil moštveni kolega Dani Pedrosa, zaradi česar sta oba odstopila. S tem je zabeležil prvi in tudi edini odstop v sezoni, vendar je izgubil vodstvo v skupnem seštevku za 8 točk proti Rossiju. Ta je bil drugi, le 0,002 sekunde za zmagovalcem Tonijem Eliasom, s čimer je izgubil pomembnih pet točk v boju za naslov prvaka. Po dirki je Hayden izjavil, da ni pričakoval takšne poteze od Pedrose.
Ker je bil pred zadnjo dirko v Valenciji Hayden uvrščen na drugo mesto, je vedel, da bo težko osvojiti prvenstvo. Rossi je moral za novo osvojitev naslova končati najmanj kot drugi. V soboto je drugič zapored osvojil najboljši štartni položaj, Hayden pa je bil peti. Na dirki je Rossi zelo slabo štartal in padel na sedmo mesto že v uvodnem krogu. Hayden je medtem napredoval na drugo mesto, k čemur je prispeval tudi njegov moštveni kolega Pedrosa. Podal se je v lov na vodilnega na dirki Troyja Baylissa, ki je dirkal namesto poškodovanega Setea Gibernaua. V petem krogu je Rossi storil ključno napako, ko je izgubil nadzor nad motociklom in zdrsnil s proge. Z dirko je sicer nadaljeval, vendar je končal na 13. mestu, Hayden pa je bil tretji, za Ducatijevima Baylissom in Capirossijem. Rossi je tako zbral 247 točk, Hayden pa 252, s čimer je s prednostjo petih točk osvojil naslov svetovnega prvaka v sezoni 2006.

#### 2007
22. septembra 2006 je Hayden podpisal dvoletno pogodbo s tovarniško ekipo Honda Racing Corporation (HRC) za sezoni 2007 in 2008 v karavani MotoGP. Dobil je 800-kubični motocikel Honda RC212V, kot aktualni nosilec naslova svetovnega prvaka pa si je dirkaško številko za sezono 2007 spremenil iz 69 na 1.
Sezona 2007 se je za Haydna začela slabo, saj se je moral spopadati z zmogljivostmi novega motocikla. V Katarju je končal kot osmi, njegov moštveni kolega Dani Pedrosa pa je osvojil stopničke za Valentinom Rossijem in Caseyjem Stonerjem, ki je zmagal na svoji debitantski dirki za Ducati. Na naslednjih dveh dirkah v Španiji in Turčiji je bil Hayden obakrat sedmi, na Kitajskem pa je končal šele na 12. mestu.
Na dirki v Franciji je Hayden zabeležil prvi odstop v sezoni. Štiri kroge pred koncem je vozil na 4. mestu, nato pa utrpel hud padec. Na deževni dirki je zmagal Chris Vermeulen s Suzukijem. V Italiji je bil Hayden 10., v Kataloniji pa 11. Na dirki v Veliki Britaniji je zdrsnil s šestega na 17. mesto in ostal brez točk.
Na Nizozemskem so se stvari izboljšale. Na četrtkovih prostih treningih je obakrat zasedel tretje mesto, enako je veljalo za sobotni tretji prosti trening. Na deževnih kvalifikacijah je zaradi slabega oprijema zasedel šele 13. mesto. Med nedeljskim ogrevanjem je bila proga suha in je Hayden zaključil kot prvi, pred Johnom Hopkinsom s Suzukijem in Valentinom Rossijem na Yamahi. Kmalu po začetku dirke je s 13. napredoval na 6. mesto, zatem pa se je postopno prebil do tretjega in s tem osvojil prve stopničke in najboljši rezultat v sezoni. Dobra forma se je nadaljevala tudi na naslednji dirki v Nemčiji. V kvalifikacijah je sicer zasedel šele 14. mesto, vendar so se Michelinove pnevmatike, ki sta jih uporabljala tako Hayden s Hondo kot tudi Colin Edwards z Yamaho, na dirkališču v Sachsenringu izkazale za boljše od Bridgestonovih, ki jih je uporabil Casey Stoner z Ducatijem in ki so ga v zaključku dirke mnogi prehiteli. Hayden je na drugi zaporedni dirki osvojil stopničke s tretjim mestom.
Po tem, ko je dve leti zapored zmagal na domači dirki v Laguna Seci, je v sezoni 2007 Hayden na njej še drugič v tem letu odstopil. Na sobotnih kvalifikacijah je osvojil četrto mesto, nato pa je na dirki trčil s Suzukijevim Johnom Hopkinsom. Na progo se je vrnil na 16. mestu in se z načetim Hondinim motociklom spopadel z nadomestnima dirkačema Chazom Daviesom in Miguelom Duhamelom. V osmem krogu je vozil že tri sekunde počasneje od preostalih dirkačev, zato se je odločil za odstop. Pred to dirko je sicer izšla avtorizirana biografija o njem in njegovih bratih z naslovom The Haydens: Nicky, Tommy & Roger, from OWB to MotoGP. Na naslednji dirki na Češkem je popravil vtis in dosegel še tretje stopničke. Na sobotnih kvalifikacijah je sicer zaostal le 0,280 sekunde za Caseyjem Stonerjem in končal kot drugi, vendar je po slabem štartu zdrsnil na četrto mesto. Sčasoma je prehitel moštvenega kolega Pedroso in tretje mesto obdržal vse do konca dirke.
Na dirki na novem prizorišču v San Marinu je Hayden končal kot 13. po slabem štartu in trku, v katerega sta bila vključena tudi Pedrosa in Randy de Puniet. Na naslednji dirki na Portugalskem je v soboto na kvalifikacijah dosegel prvi in edini najboljši štartni položaj v tej sezoni, ko je za samo 0,04 sekunde prehitel Caseyja Stonerja. Vendar mu na dirki tega ni uspelo unovčiti, saj je končal tik pod stopničkami kot četrti. Na Japonskem je bil deveti.
V Avstraliji je tretjič v sezoni odstopil. Dirko je sicer začel dobro, saj je že v uvodnem krogu napredoval s četrtega na drugo mesto in se na polovici dirke boril s Stonerjem za vodstvo. V enajstem krogu pa je njegov motor začel izgubljati moč, zato ga je na drugem mestu prehitel Rossi. Dva kroga pozneje je moral zaradi okvare odstopiti. Na zadnjih dveh dirkah sezone (v Maleziji in Valenciji) je osvojil 9. in 8. mesto.
Sezono 2007 je Hayden zaključil na osmem mestu v skupnem seštevku z osvojenimi 127 točkami. S tem je zbral 240 točk manj od svetovnega prvaka Caseyja Stonerja in 115 manj od moštvenega kolega Danija Pedrose, ki je v tej sezoni postal svetovni podprvak.
Za sezono 2008 si je Hayden spet izbral svojo staro številko 69, saj je pravico do številke 1 kot svetovni prvak v sezoni 2007 dobil Casey Stoner.

#### 2008
Na uvodni dirki nove sezone v Katarju je Hayden zasedel 10. mesto, njegov moštveni kolega Dani Pedrosa pa je osvojil stopničke s tretjim mestom. Na naslednji dirki v Španiji je bil Hayden tik pod njimi četrti, Pedrosa pa je zmagal. Med dirko je ogrožal Jorgeja Lorenza na tretjem mestu, vendar je šest krogov pred koncem storil napako, zaradi katere je stopničke osvojil Španec.
Na dirki na Portugalskem je Hayden zabeležil prvi in edini odstop v sezoni. Že na začetku dirke je nazadoval na sedmo mesto, nato se je uspel povzpeti do petega. Po padcu Andree Doviziosa je napredoval na četrto mesto in skušal nadoknaditi dve sekundi zaostanka do tretjega Valentina Rossija, vendar je v enem izmed ovinkov izgubil nadzor nad motociklom in padel. Na naslednjih petih dirkah ni končal višje od šestega mesta. Na Kitajskem je osvojil 6. mesto, v Franciji je bil 8., v Italiji 13., v Kataloniji spet 8., v Veliki Britaniji pa je končal kot 7. Dirko v Donington Parku je zaznamoval prvenec Hondinega pnevmatsko-ventilnega motorja, ki ga je sprva uporabljal le Hayden.
Na deveti dirki v nizozemskem Assenu je bil Hayden blizu tretjega mesta, vendar mu je v zadnjem ovinku, zaradi težav z električnim sistemom za nadzor količine goriva, tega zmanjkalo. Zato ga je tik pred ciljno črto prehitel Colin Edwards, Hayden pa je končal kot četrti. Na naslednjih dveh dirkah je končal kot 13. v Nemčiji in 5. na domači dirki v ZDA. Dirki na Češkem in v San Marinu je izpustil zaradi poškodbe pete, ki jo je utrpel v nesreči na motokrosu.
V nadaljevanju sezone so se odnosi v moštvu že poslabšali. Do nadaljnjih trenj je prišlo, ko je Pedrosa sredi sezone zamenjal dobavitelja pnevmatik (iz Michelina na vse bolj prevladujočega Bridgestona) brez posvetovanja s Haydnom. Hayden je takrat izjavil, da nikdar ni imel možnosti, da bi izbiral, saj so mu rekli, da bi samo izgubljal čas z razmišljanjem, da bi zaprosil za Bridgestonove pnevmatike. Ob tem je dodal tudi, da ni presenečen, da jih je Pedrosa dobil, samemu pa jih niti niso pustili preizkusiti, saj je imel že v Misanu drugačne nastavitve na motociklu kot Pedrosa. Ta incident je podkrepil govorice, da se bo sodelovanje Haydena in Honde s to sezono zaključilo. To se je potrdilo 12. septembra 2008 na tiskovni konferenci, kjer je Hayden povedal, da to ni več skrivnost in da je že znano, kam se bo preselil, vendar še čaka na pravi čas za to naznanitev zaradi ekip.
Kljub trenju in negativizmu v medijih med Haydnom in ekipo Repsol Honda je bila sezona 2008 uspešnejša od sezone 2007. Na prvi dirki po vrnitvi v dirkaško karavano v Indianapolisu je osvojil prve stopničke v sezoni z drugim mestom. Začel je kot četrti, nato pa prehitel najprej Valentina Rossija (ki je padel na četrto mesto s prvega štartnega položaja), nato pa še bodočega moštvenega kolega v Ducatiju Caseyja Stonerja in novinca Andrea Doviziosa ter v drugem krogu prevzel vodstvo na dirki. Rossi se je uspel prebiti nazaj na drugo mesto in je v 14. krogu v zahtevnih deževnih razmerah prehitel Haydna. S slabšanjem deževnega vremena je imel Hayden vedno več težav in je komajda ubranil drugo mesto pred Jorgejem Lorenzom. Dirka je bila predčasno končana z rdečimi zastavami sedem krogov pred koncem. Na naslednji dirki na Japonskem je bil peti.
Na dirki v Avstraliji je Hayden osvojil še druge stopničke v sezoni, ki so bile zanj tudi zadnje za ekipo Honde. Že v kvalifikacijah je osvojil tretje mesto, prvi štartni položaj pa je osvojil domačin Stoner. Vse od začetka dirke je ogrožal Stonerja, preden je Avstralec po 10 krogih uspel razliko povečati na dve sekundi prednosti, do konca pa celo na 6,5 sekunde. Haydena je ogrozil Valentino Rossi, ki se je do tretjega mesta povzpel vse z 12. mesta, ki ga je osvojil po padcu v sobotnih kvalifikacijah. Hayden se je boril za ohranitev drugega mesta, vendar ga je Rossi uspel prehiteti v zadnjem krogu. Na zadnjih dveh dirkah za Hondo v Maleziji in Valenciji je osvojil četrto in peto mesto.
Sredi leta 2008 so novinarji in navijači MotoGP že močno sumili, da bo Hayden po koncu sezone zapustil Hondo. Pozneje se je to potrdilo na novinarski konferenci 15. septembra 2008, kjer je bilo oznanjeno, da Hayden po desetih letih zapušča Hondo in se seli k ekipi Ducati Marlboro Team, kjer je njegov moštveni kolega za sezono 2009 postal Casey Stoner.

### Ducati (2009–2013)

#### 2009
Že med testiranji pred začetkom nove sezone je imel Hayden težave in se je redno uvrščal nekam v sredino lestvice ali nižje. Kot glavni razlog je navajal, da je imel njegov motocikel GP09 težave z oprijemom pri izstopih iz ovinkov. Tekom predsezonskih testiranj se stanje ni izboljšalo.
Njegova prva sezona pri Ducatiju se je začela slabo, saj je na kvalifikacijah pred Veliko nagrado Katarja grdo padel in od takrat trpel zaradi hudih bolečin v hrbtu, potreboval pa je tudi tri šive rane na prsnem košu. Po koncu kvalifikacij, kjer se je trudil izboljšati 16. položaj, so ga odpeljali v bolnišnico. Tam so potrdili, da si ni zlomil nobene kosti, zato je v nedeljo nastopil na dirki, ki jo je prekinil močan dež, in zasedel 12. mesto, tik za nekdanjim moštvenim kolegom Danijem Pedroso. To je bila sicer Haydnova 100. dirka v najelitnejšem razredu. Kljub neuspehu je ostal optimističen in izjavil, da iz Katarja odhaja resnično pozitivno razpoložen in se veseli dirke v japonskem Motegiju.
V kvalifikacijah pred drugo dirko sezone na Japonskem je osvojil 12. mesto. Že na začetku dirke ga je spodnesel novinec Juki Takahaši, zaradi česar je Hayden zabeležil odstop in še bolj zdrsnil po lestvici.
Tudi po Motegiju je bil Hayden v primerjavi z moštvenim kolegom Caseyem Stonerjem ves čas slabši. V Španiji je osvojil 15. mesto, v Franciji in Italiji pa je končal na 12. mestu. Nato je postopno napredoval v nadaljevanju sezone, saj je v Kataloniji zaključil kot 10., nato je bil na Nizozemskem 8., na domači dirki v ZDA pa je dosegel najboljši rezultat sezone do tedaj, ko je osvojil 5. mesto. V Nemčiji je končal na 8. mestu, v Veliki Britaniji pa po ponesrečeni izbiri pnevmatik šele kot 15. Na Češkem je bil šesti. Medtem je njegov moštveni kolega Stoner do tedaj zmagal na dveh dirkah in še trikrat osvojil stopničke.
Do prvega večjega preboja pri Ducatiju je prišel na dirki v Indianapolisu. V sobotnih kvalifikacijah je bil šesti, nato se je postopno prebil do četrtega mesta, ko sta padla Dani Pedrosa in Valentino Rossi. Zatem je prehitel rojaka Colina Edwardsa na tretjem mestu, ki pa ga je moral v zaključku dirke braniti pred dirkačem Repsol Honde Andreo Doviziosom. To mu je uspelo za pol sekunde, s čimer je postal prvi dirkač Ducatija (poleg Stonerja), ki je končal na stopničkah po Lorisu Capirossiju na Veliki nagradi Japonske leta 2007.
Po prvih stopničkah v sezoni je na naslednji dirki drugič odstopil, ko se je zapletel v večji padec, ki sta ga povzročila Alex de Angelis in Colin Edwards. De Angelis si je skušal izboriti boljši položaj med vožnjo čez zaporedne zavoje, pri tem pa je zadel Edwardsa, ta pa Haydna, zaradi česar so vsi odstopili v prvem krogu Velike nagrade San Marina. Po Misanu je Hayden osvojil 8. mesto na Portugalskem in 15. mesto v Avstraliji, potem ko je v uvodnem krogu trčil z Jorgejem Lorenzom in s tem izgubil precej časa. Dvakrat zapored je bil peti v Maleziji in Valencii.
Hayden je v prvenstvu s 104-mi točkami dosegel 13. mesto. Dosegel je 202 točki manj od prvaka Valentina Rossija in 157 točk manj od podprvaka Jorgeja Lorenza, kar je predstavljalo njegov najslabši rezultat, odkar je leta 2003 začel dirkati v razredu MotoGP.

#### 2010
3. septembra 2009 so potrdili, da je Hayden podpisal enoletno podaljšanje pogodbe z Ducatijem za MotoGP sezono 2010, s čimer se je končalo ugibanje o njegovem odhodu iz moštva. Še eno leto je bil moštveni kolega s Caseyjem Stonerjem.
V času premora med sezonama je bil Hayden operiran na desni roki zaradi sindroma karpalnega kanala.
V primerjavi s prejšnjimi leti je to sezono začel dobro, in sicer s tremi zaporednimi četrtimi mesti v Katarju, Španiji in Franciji. Njegova sreča se je končala na četrti dirki v Italiji, ko je v šestem krogu vozil na šestem mestu in odstopil. Zatem je osvojil še eno četrto mesto na dirki v Veliki Britaniji, nato pa je bil sedmi na Nizozemskem, osmi v Kataloniji, sedmi v Nemčiji, peti na domači dirki v ZDA in šesti dvakrat zapored na Češkem in v Indianapolisu.
Na dirki v San Marinu je ponovno odstopil, potem ko je v uvodnem krogu padel in pri tem spodnesel še Lorisa Capirossija, ki si je ob padcu poškodoval desni mezinec, zaradi česar je moral na operacijo. Po drugem padcu je Hayden na dirki za Veliko nagrado Aragonije osvojil prve stopničke v sezoni, ko je končal kot tretji. V zadnjem krogu je po notranji strani steze v počasnih zavojih številka 14 in 15 prehitel Yamahinega Jorgeja Lorenza. Hayden je Lorenzu s svojim Ducatijem uspešno zaprl pot in mu preprečil, da bi ga ponovno prehitel v dolgem širšem zavoju številka 16. Na dirki je zmagal njegov moštveni kolega Casey Stoner, s čimer se je prvič po Veliki nagradi Avstralije leta 2007 s prvim Stonerjem in drugim Capirossijem zgodilo, da sta na stopničkah končala dva dirkača Ducatija.
V drugem krogu dirke na Japonskem je Hayden padel skupaj z Benom Spiesom. Sam je sicer uspel nadaljevati dirko in jo končati na 12. mestu. Sledila so šesto mesto v Maleziji, četrto v Avstraliji in peto na Portugalskem. Na zadnji dirki v Valencii je še tretjič v sezoni odstopil, potem ko je med vožnjo na tretjem mestu izgubil nadzor nad sprednjim delom motocikla in zdrsnil v gramozno past.
Hayden je sezono 2010 končal na sedmem mestu s 163 osvojenimi točkami. Za prvakom Jorgejem Lorenzom je zaostal 220 točk, za podprvakom Danijem Pedroso pa 82 točk.

#### 2011
28. avgusta 2010 je Hayden podaljšal sodelovanje z Ducatijem in podpisal dvoletno podaljšanje pogodbe s tovarniško ekipo. V moštvu se mu je pridružil njegov moštveni kolega iz Honde Valentino Rossi, ki se je prav tako dogovoril za dvoletno sodelovanje.
Haydnova sezona 2011 se je začela z devetim mestom na uvodni dirki v Katarju, nato pa je na naslednji dirki v Španiji osvojil stopničke s tretjim mestom. Uspešno se je izognil več nesrečam na dirki, zaradi katerih je odstopilo veliko tekmovalcev, dodatno pa mu je šla na roko okvara motocikla Colina Edwardsa v zadnjem krogu. S tem je Hayden osvojil prve stopničke po dirki v Aragoniji leta 2010, kjer je bil prav tako tretji.
Po svojih prvih in edinih stopničkah v sezoni se je Hayden na naslednjih desetih dirkah redno uvrščal med dobitnike točk, ob tem pa je odpeljal tudi najhitrejši krog na Veliki nagradi Velike Britanije. Na Portugalskem je bil deveti, v Franciji sedmi, v Kataloniji osmi, v Veliki Britaniji četrti, na Nizozemskem peti, v Italiji deseti, v Nemčiji osmi, sedmi v ZDA in na Češkem ter nato 14. v Indianapolisu. Na vseh dirkah se je uvrstil med 10 najboljših, le na domači dirki v Indianapolisu ne. To tekmo je zaključil dva kroga po nenačrtovanem postanku v boksih. Med dirko je vozil večinoma na petem mestu, nato pa je izgubil oprijem na mehkejši sprednji Bridgestonovi gumi, ki se je hitro obrabljala.
V San Marinu je Hayden vpisal prvi odstop v sezoni. Na dirki, ki jo je zaznamoval dež, je Hayden izgubil nadzor nad motociklom v 15. ovinku tretjega kroga in zdrsnil s steze. Po tej dirki v Misanu je trikrat zapored osvojil sedmo mesto, in sicer v Aragoniji, na Japonskem in v Avstraliji, s čimer se je obdržal na osmem mestu v skupnem seštevku. Velika nagrada Malezije – v kvalifikacijah je osvojil šesto mesto – je bila odpovedana po smrti Marca Simoncellija.
Na zadnji dirki sezone v Valenciji je Hayden še enkrat odstopil, potem ko sta bila z moštvenim kolegom Valentinom Rossijem udeležena v trku štirih dirkačev v prvem zavoju uvodnega kroga, ki ga je povzročil Suzukijev voznik Alvaro Bautista. V nesreči si je Hayden zlomil zapestje, zaradi česar je bil prisiljen izpustiti posezonska testiranja.
V skupnem seštevku je s 132 točkami zasedel osmo mesto. Zbral je 218 točk manj od prvaka Caseyja Stonerja in 128 točk manj od podprvaka Jorgeja Lorenza.

#### 2012
Hayden je tudi v novi sezoni 2012 ostal pri Ducatiju. Na prvih desetih dirkah se je konstantno uvrščal med dobitnike točk: v Katarju je bil šesti, v Španiji osmi, na Portugalskem enajsti, v Franciji šesti, v Kataloniji deveti, v Veliki Britaniji sedmi, nato ponovno šesti na Nizozemskem, v Nemčiji je končal kot deseti, v Italiji kot sedmi, zatem pa je bil četrtič v sezoni šesti na domači dirki v ZDA.
Na dirki v Indianapolisu je Hayden pričakoval najboljšo uvrstitev z Ducatijem, saj je verjel, da je motocikel primeren za takšen tip proge. Vendar se na koncu sploh ni udeležil dirke, saj je v kvalifikacijah v 14. ovinku padel med poskusom izboljšanja svojega rezultata. Ob tem je utrpel pretres možganov in si zlomil desno roko, zaradi česar je izpustil tudi naslednjo dirko na Češkem.
Čeprav si po poškodbah še ni popolnoma opomogel, se je ob podpori glavnega fizioterapevta Freddieja Denteja vrnil na Veliki nagradi San Marina, kjer je končal kot sedmi.
Hayden ni uspel končati dirke v Aragoniji, saj je v zadnji ovinek zapeljal preširoko in z veliko hitrostjo trčil v steno ob progi. Na Japonskem in v Avstraliji je bil osmi, v Maleziji pa je s četrtim mestom dosegel najboljši rezultat v sezoni. Na zadnji dirki v Valenciji je ponovno odstopil.
Prvenstvo je končal kot deveti s 122 točkami, za prvakom Jorgejem Lorenzom je zaostal 228 točk, za podprvakom Danijem Pedroso pa 210 točk. Prvič v karieri se mu je zgodilo, da v sezoni ni osvojil stopničk.

#### 2013
Za sezono 2013 se je Haydnu v tovarniški ekipi Ducatija pridružil Andrea Dovizioso, ki je pred tem vozil za ekipo Tech 3 Yamaha, Valentino Rossi pa se je vrnil v tovarniško ekipo Yamahe. Hayden je še pred Doviziosovim podpisom pogodbe izjavil, da je on najboljša možna izbira za nadomestitev Rossija.
Hayden je na prvih petih dirkah vselej osvojil točke: bil je osmi v Katarju, deveti na Veliki nagradi Amerik v Austinu v Teksasu, sedmi v Španiji, peti (najboljša uvrstitev v sezoni) v Franciji in šesti v Italiji.
Na šesti dirki v Kataloniji je Hayden zabeležil prvi odstop v sezoni. Med dirko se je gibal med petim in osmim mestom. Nato je želel prehiteti dirkača Pramac Ducatija Andrea Iannoneja, vendar je v šestem krogu padel v desetem levem ovinku kmalu po tem, ko je na petem mestu zamenjal Stefana Bradla.
Na Nizozemskem je končal na 11. mestu, v Nemčiji je bil deveti, na domači tekmi v ZDA pa osmi. Nato je bil v Indianapolisu ponovno deveti, na Češkem in v Veliki Britaniji osmi ter deveti tako v San Marinu kot v Aragoniji.
Na dirki v Maleziji je Hayden ponovno odstopil zaradi tehničnih težav. Začel jo je na 11. mestu, nato pa mu je odpovedal motor in je ob koncu osmega kroga končal v oblaku dima. Po teh težavah v Sepangu je zadnje tri dirke v sezoni (v Avstraliji, na Japonskem in v Valenciji) zaključil na sedmem, devetem in osmem mestu.
Sezono 2013 je Hayden s 126 točkami končal na devetem mestu z zaostankom 208 točk za prvakom Marcom Marquezom in 204 točk za podprvakom Jorgejem Lorenzom. Že drugo sezono zapored je ostal brez stopničk.

### Honda Aspar Racing Team (2014−2015)

#### 2014
17. oktobra 2013 je bilo objavljeno, da je Hayden po petih letih sodelovanja z Ducatijem za sezono 2014 podpisal pogodbo z ekipo Aspar Team. Njegov moštveni kolega je postal Hiroši Aojama, ki je prišel iz ekipe Avintia Blusens. Za to sezono sta dobila motocikel Honda RCV 1000R z odprtimi specifikacijami.
Uvodno dirko sezone v Katarju je Hayden končal na enaki poziciji, na kakršni je zaključil prejšnjo sezono, torej kot osmi. Na naslednjih treh dirkah v ZDA, Argentini in Španiji je vedno zaključil kot enajsti. Na peti dirki sezone v Franciji je zabeležil prvi odstop, potem ko je na izhodu iz prvega ovinka v prvem krogu trčil z Andreo Iannonejem iz ekipe Pramac Ducati.
Hayden na dirki v Italiji ni sodeloval zaradi poškodbe zapestja, ki jo je utrpel na dve dirki prej v Španiji. Pričakoval je, da se bo v primeru uspešne operacije vrnil že na naslednji dirki v Kataloniji. Njegova pričakovanja so se uresničila in na dirki v Kataloniji je osvojil 12. mesto. Nato je na Nizozemskem prvič po Veliki nagradi Velike Britanije 2007 dirko končal zunaj točk, je pa zato bil ponovno med dobitniki točk na naslednji tekmi v Nemčiji, kjer je bil 14.
Zaradi druge operacije na desnem zapestju, pri kateri so mu odstranili nekaj manjših kosti, je julija izpustil dirke v Indianapolisu, na Češkem, v Veliki Britaniji in San Marinu. Vrnil se je na dirki v Aragonu, kjer je v spremenljivih razmerah zasedel deveto mesto, pri čemer je pozno zamenjal motocikel. To je bil njegov najboljši rezultat od uvodne dirke naprej. Na Japonskem je osvojil 14. mesto, v Avstraliji pa 10. mesto. Na predzadnji dirki v Maleziji je zabeležil drugi odstop sezone, na zadnji dirki v Valenciji pa je končal kot 13.
Prvenstvo je s 47 točkami končal na 16. mestu. Zbral je 315 točk manj od prvaka Marca Marqueza in 248 točk manj od podprvaka Valentina Rossija. Že tretjo sezono zapored je ostal brez stopničk.

#### 2015
V sezoni 2015 je Hayden ostal pri ekipi Aspar Racing Team, kjer je dobil novi Hondin motocikel RC213V-RS z novimi specifikacijami. V ekipi se mu je pridružil Eugene Laverty, ki je pred tem vozil v svetovnem prvenstvu Superbike.
V tem letu je Hayden zabeležil najslabši začetek sezone vse od svojega začetka dirkanja v razredu MotoGP leta 2004. Na uvodni dirki v Katarju je s 17. mestom končal izven točk, na dirki za Veliko nagrado Amerik se je odrezal bolje in zaključil na 13. mestu. Na naslednjih dveh dirkah v Argentini in Španiji je Hayden ponovno ostal brez točk, potem ko je zasedel 16. in 17. mesto. Na peti dirki v Franciji je dosegel najboljši rezultat v sezoni z 11. mestom.
Hayden je na dirkah v Italiji in Kataloniji dvakrat zapored odstopil. V Mugellu je izpadel iz dirke v četrtem zavoju četrtega kroga, v Kataloniji pa je v uvodnem krogu, da bi se izognil trku, zapeljal s proge, nato pa je padel v 14. krogu v petem zavoju. Po dirki je izjavil, da je jezen in razočaran, ker je naredil toliko napak, ki so ga stale boljše uvrstitve.
Tudi na naslednji štirih zaporednih dirkah je ostal brez točk – najprej je bil trikrat zapored 16. na Nizozemskem, v Nemčiji in Indianapolisu, na Češkem je zaključil še mesto nižje. Na 12. dirki za Veliko nagrado Velike Britanije je osvojil 12. mesto, nato pa je v San Marinu ponovno ostal praznih rok, po tem, ko je končal na 17. mestu. V Aragonu, kjer je bil 15., in na Japonskem, kjer je osvojil 13. mesto, je Hayden osvojil svoje zadnje točke v karieri v MotoGP.
Na dirki v Avstraliji je še tretjič v sezoni odstopil, tokrat zaradi tehničnih težav z motociklom. Na zadnjih dveh dirkah ni več osvojil točk, v Maleziji je bil 16., v Valenciji pa 17.

### Marc VDS Racing Team in Repsol Honda (2016)

#### 2016
Hayden je leta 2016 začel dirkati v svetovnem prvenstvu Superbike, vendar je v sezoni 2016 še dvakrat nastopil v elitnem motociklističnem razredu ob poškodbah voznikov Honde.
Po tem, ko je zvezdnik ekipe Estrella Galicia 0,0 Marc VDS Jack Miller ostal brez dirke v Aragonu, je Honda kot zamenjavo poklicala Haydena. Dirko je končal na 15. mestu in s tem niz sezon v MotoGP z vsaj eno osvojeno točko podaljšal na 14. Dejal je, da je podcenil vlogo prilagajanja novim Michelinovim pnevmatikam, vendar je čez vikend pokazal napredek skozi kvalifikacije in novo dirko.
Ponovno je bil kot zamenjava vpoklican za Veliko nagrado Japonske, ko je brez dirke zaradi zlomljene ključnice na prejšnji dirki v Avstraliji ostal Dani Pedrosa. Tako se je k Hondi vrnil prvič po letu 2008. Ostal je brez točk na 17. mestu, po tem, ko je trčil z Jackom Millerjem, ki ga je zamenjal dve dirki prej, v četrtem zavoju dirke in zapeljal s steze.

## Prvenstvo Superbike
8. oktobra 2015 je bilo na tiskovni konferenci pred dirko za veliko nagrado Japonske sporočeno, da bo Hayden v sezoni 2016 dirkal v prvenstvu Superbike. Pri Hondini ekipi Ten Kate Racing je zamenjal Sylvaina Guintolija. Njegov moštveni kolega je postal Michael van der Mark.

### 2016
Po dobrih rezultatih na predsezonskih testiranjih je Hayden prvi dve dirki na dirkališču Philip Island zaključil na devetem in četrtem mestu. V Assnu je osvojil prve stopničke, ko je bil tretji po veliki napaki vodilnih na dirki. Za dirko v Sepangu je v kvalifikacijah dosegel četrto mesto, za Kawasakijevima Jonathanom Reo in Tomom Sykesom ter Yamahinim Alexom Lowesom. Po osmem mestu na prvi dirki je Hayden dobro začel dirko v deževnem vremenu. Hitro je prehitel Lowesa in se pognal v lov za vodilnima Kawasakijevima dirkačema. Uspel je prehiteti oba in si ustvariti štiri sekunde prednosti pred Reo in Ducatijevima dirkačema Chazom Daviesom in Davidom Giuglianijem. V zadnjih desetih krogih se je Giugliano prebil pred Reo in Daviesa in se približal Haydenu pred zadnjimi štirimi krogi. V zadnji krog je Hayden vstopil s sekundo prednosti, ki jo je uspel zadržati, s čimer je osvojil prvo dirko v prvenstvu Superbike in prvo zmago za Hondo v sezoni.

### 2017
Tudi v novi sezoni je Hayden ostal pri ekipi Ten Kate Honda, ki se sedaj imenuje Red Bull Honda World Superbike Team. Njegov moštveni kolega je bil Stefan Bradl. Hayden je dosegal zelo povprečne rezultate. Njegova najboljša uvrstitev v sezoni je bilo 7. mesto na Tajskem. Zadnjič je dirkal na drugi tekmi v italijanskem Motulu 14. maja 2017, kjer je končal na 12. mestu. V času smrti je bil v skupnem seštevku uvrščen na 13. mesto.

## Časti
FIM ga je pred dirko v Valencii novembra 2015 imenovala za legendo tega športa.
Leta 2017 so nagrado AMA Horizon preimenovali v Haydenovo čast. Nagrado Nicky Hayden AMA Horizon se vsako leto podeli izjemnim amaterskim dirkačem v motokrosu in cestnem dirkanju.
Leta 2018 so na Red Bullovi dirki za Veliko nagrado Amerik v zavoj številka 18 zapisali Haydenovo številko 69 in ga uradno imenovali Haydenov zavoj v njegovo čast.
8. junija 2018 so v kraju Owensboro razkrili spominsko skulpturo Nickyja Haydena v čast pokojnemu domačemu prvaku. Izdelavo bronaste skulpture sta podprla mesto in družina Hayden, ustvaril pa jo je George Lundeen. Istega leta je župan tega kraja Tom Watson 9. junij razglasil za dan Nickyja Haydena - datum predstavlja njegovo dirkaško številko 69.
Leta 2018 je Motociklistična dvorana slavnih AMA zaobšla tradicionalno petletno pravilo za upokojitev sprejem v hišo slavnih in so kot naslednjega izbrali prav Haydena.

## Tekmovalna zgodovina

### Moto GP
- Ekipe: Repsol Honda, Ducati Corse, Drive M7 Aspar Team, Estrella Galicia 0,0 Marc VDS
- Motocikli: Honda RC211V, Honda RC212V, Ducati Desmosedici, Honda RCV1000R, Honda RC213V-RS, Honda RC213V
- Prva dirka: 6. april 2003, Suzuka, 7. mesto
- Prve stopničke: 5. oktober 2003, Motegi, 3. mesto
- Prva zmaga: 10. julij 2005, Mazda Raceway Laguna Seca
- Število zmag: 3
- Število stopničk: 28
- Najvišja skupna uvrstitev: 1. mesto (2006)

### Superbike svetovno prvenstvo
- Ekipe: American Honda, Honda World Superbike Team
- Motocikli: Honda RC51, Honda CBR1000RR
- Prva dirka: 14. julij 2002, Mazda Raceway Laguna Seca, 4. mesto
- Prve stopničke: 16. april 2016, Assen, 3. mesto
- Prva zmaga: 15. maj 2016, Sepang
- Število zmag: 1
- Število stopničk: 4
- Najvišja skupna uvrstitev: 5. mesto (2016)

### AMA Superbike prvenstvo
- Ekipe: American Honda, HRC
- Motocikli: Honda RC51, Honda RC45
- Prva dirka: 18. april 1999, Willow Springs International Raceway, 12. mesto
- Prve stopničke: 19. september 1999, Pikes Peak International Raceway, 3. mesto
- Prva zmaga: 11. junij 2000, Road America
- Število zmag: 17
- Število stopničk: 30
- Najvišja skupna uvrstitev: 1. mesto (2002)

### AMA 600 Supersport
- Ekipe: American Honda, Erion Honda, HyperCycle Suzuki
- Motocikli: Honda CBR600F3, Honda CBR600F4, Suzuki GSX-R600
- Prva zmaga: 26. april 1998, Willow Springs International Raceway
- Število zmag: 6
- Najvišja skupna uvrstitev: 1. mesto (1999)

### AMA 750 Superstock
- Ekipe: HyperCycle Suzuki
- Motocikli: Suzuki GSX-R750
- Prva zmaga: 19. april 1998, Mazda Raceway Laguna Seca
- Število zmag: 5
- Najvišja skupna uvrstitev: 4. mesto (1998)

### AMA Formula Extreme
- Ekipe: Erion Honda
- Motocikli: Honda CBR900RR
- Prva zmaga: 17. april 1998, Willow Springs International Raceway
- Število zmag: 7
- Najvišja skupna uvrstitev: 2. mesto (1999)

## Karierna statistika

### Svetovno prvenstvo Supersport

#### Dirke po sezonah
(legenda) (krepko so označene dirke, za katere je osvojil najboljši štartni položaj, poševna pisava pomeni dosežen najhitrejši krog)
| Leto | Ekipa  | 1   | 2   | 3   | 4   | 5   | 6   | 7       | 8   | 9   | 10  | Uvrstitev | Točke |
| ---- | ------ | --- | --- | --- | --- | --- | --- | ------- | --- | --- | --- | --------- | ----- |
| 1998 | Suzuki | VBR | ITA | ŠPA | NEM | SMR | JAR | ZDA Ret | EVR | AVT | NIZ | brez      | 0     |

### Svetovno prvenstvo Superbike

#### Po sezonah
| Sezona | Motocikel       | Ekipa                               | Dirke | Zmage | Stopničke | Najboljši štartni položaji | Najhitrejši krogi | Točke | Uvrstitev |
| ------ | --------------- | ----------------------------------- | ----- | ----- | --------- | -------------------------- | ----------------- | ----- | --------- |
| 2002   | Honda RC51      | American Honda                      | 2     | 0     | 0         | 0                          | 0                 | 16    | 26.       |
| 2016   | Honda CBR1000RR | Honda World Superbike Team          | 26    | 1     | 4         | 0                          | 0                 | 248   | 5.        |
| 2017   | Honda CBR1000RR | Red Bull Honda World Superbike Team | 10    | 0     | 0         | 0                          | 0                 | 40    | 17.       |
| Skupaj |                 |                                     | 38    | 1     | 4         | 0                          | 0                 | 304   |           |

#### Dirke po sezonah
(legenda) (krepko so označene dirke, za katere je osvojil najboljši štartni položaj, poševna pisava pomeni dosežen najhitrejši krog)
| Leto | Motocikel | 1      | 1       | 2       | 2     | 3      | 3       | 4      | 4     | 5       | 5      | 6     | 6     | 7     | 7     | 8       | 8     | 9     | 9      | 10    | 10     | 11      | 11    | 12    | 12    | 13    | 13    | Uvr | Toč |
| Leto | Motocikel | R1     | R2      | R1      | R2    | R1     | R2      | R1     | R2    | R1      | R2     | R1    | R2    | R1    | R2    | R1      | R2    | R1    | R2     | R1    | R2     | R1      | R2    | R1    | R2    | R1    | R2    | Uvr | Toč |
| ---- | --------- | ------ | ------- | ------- | ----- | ------ | ------- | ------ | ----- | ------- | ------ | ----- | ----- | ----- | ----- | ------- | ----- | ----- | ------ | ----- | ------ | ------- | ----- | ----- | ----- | ----- | ----- | --- | --- |
| 2002 | Honda     | ŠPA    | ŠPA     | AVS     | AVS   | JAR    | JAR     | JPN    | JPN   | ITA     | ITA    | VBR   | VBR   | NEM   | NEM   | SMR     | SMR   | ZDA 4 | ZDA 13 | VBR   | VBR    | NEM     | NEM   | NIZ   | NIZ   | ITA   | ITA   | 26. | 16  |
| 2016 | Honda     | AVS 9  | AVS 4   | TAJ Ret | TAJ 5 | ARA 6  | ARA Ret | NIZ 3  | NIZ 6 | ITA 9   | ITA 8  | MAL 8 | MAL 1 | VBR 5 | VBR 6 | ITA Ret | ITA 6 | ZDA 3 | ZDA 5  | NEM 3 | NEM 10 | FRA Ret | FRA 9 | ŠPA 4 | ŠPA 4 | KAT 5 | KAT 7 | 5.  | 248 |
| 2017 | Honda     | AVS 11 | AVS Ret | TAJ 9   | TAJ 7 | ARA 10 | ARA Ret | NIZ 14 | NIZ 9 | ITA Ret | ITA 12 | VBR   | VBR   | ITA   | ITA   | ZDA     | ZDA   | NEM   | NEM    | POR   | POR    | FRA     | FRA   | ŠPA   | ŠPA   | KAT   | KAT   | 17. | 40  |

### MotoGP

#### Po sezonah
| Sezona | Motocikel       | Ekipa                | Dirke | Zmage | Stopničke | Najboljši štartni položaj | Najhitrejši krog | Točke | Uvrstitev |
| ------ | --------------- | -------------------- | ----- | ----- | --------- | ------------------------- | ---------------- | ----- | --------- |
| 2003   | Honda RC211V    | Repsol Honda Team    | 16    | 0     | 2         | 0                         | 0                | 130   | 5.        |
| 2004   | Honda RC211V    | Repsol Honda Team    | 15    | 0     | 2         | 0                         | 0                | 117   | 8.        |
| 2005   | Honda RC211V    | Repsol Honda Team    | 17    | 1     | 6         | 3                         | 2                | 206   | 3.        |
| 2006   | Honda RC211V    | Repsol Honda Team    | 17    | 2     | 10        | 1                         | 2                | 252   | 1.        |
| 2007   | Honda RC212V    | Repsol Honda Team    | 18    | 0     | 3         | 1                         | 1                | 127   | 8.        |
| 2008   | Honda RC212V    | Repsol Honda Team    | 16    | 0     | 2         | 0                         | 1                | 155   | 6.        |
| 2009   | Ducati GP9      | Ducati Marlboro Team | 17    | 0     | 1         | 0                         | 0                | 104   | 13.       |
| 2010   | Ducati GP10     | Ducati Marlboro Team | 18    | 0     | 1         | 0                         | 0                | 163   | 7.        |
| 2011   | Ducati GP11     | Ducati Team          | 17    | 0     | 1         | 0                         | 1                | 132   | 8.        |
| 2012   | Ducati GP12     | Ducati Team          | 16    | 0     | 0         | 0                         | 0                | 122   | 9.        |
| 2013   | Ducati GP13     | Ducati Team          | 18    | 0     | 0         | 0                         | 0                | 126   | 9.        |
| 2014   | Honda RCV1000R  | Drive M7 Aspar       | 13    | 0     | 0         | 0                         | 0                | 47    | 16.       |
| 2015   | Honda RC213V-RS | Aspar MotoGP Team    | 18    | 0     | 0         | 0                         | 0                | 16    | 20.       |
| 2016   | Honda RC213V    | EG 0,0 Marc VDS      | 2     | 0     | 0         | 0                         | 0                | 1     | 26.       |
| 2016   | Honda RC213V    | Repsol Honda Team    | 2     | 0     | 0         | 0                         | 0                | 1     | 26.       |
| Skupno |                 |                      | 218   | 3     | 28        | 5                         | 7                | 1698  |           |

#### Po razredih
| Razred | Sezone    | 1. dirka      | 1. stopničke | 1. zmaga | Dirke | Zmage | Stopničke | Najboljši štartni položaji | Najhitrejši krogi | Točke | Naslovi prvaka |
| ------ | --------- | ------------- | ------------ | -------- | ----- | ----- | --------- | -------------------------- | ----------------- | ----- | -------------- |
| MotoGP | 2003–2016 | Japonska 2003 | Pacifik 2003 | ZDA 2005 | 218   | 3     | 28        | 5                          | 7                 | 1698  | 1              |

#### Dirke po letih
(legenda) (krepko so označene dirke, za katere je osvojil najboljši štartni položaj, poševna pisava pomeni dosežen najhitrejši krog)
| Leto | Motocikel | 1       | 2       | 3       | 4       | 5       | 6       | 7       | 8      | 9       | 10      | 11      | 12      | 13      | 14      | 15      | 16      | 17      | 18      | Uvrstitev | Točke |
| ---- | --------- | ------- | ------- | ------- | ------- | ------- | ------- | ------- | ------ | ------- | ------- | ------- | ------- | ------- | ------- | ------- | ------- | ------- | ------- | --------- | ----- |
| 2003 | Honda     | JPN 7   | JAR 7   | ŠPA Ret | FRA 12  | ITA 12  | KAT 9   | NIZ 11  | VBR 8  | NEM 5   | ČEŠ 6   | POR 9   | BRA 5   | PAC 3   | MAL 4   | AVS 3   | VAL 16  |         |         | 5.        | 130   |
| 2004 | Honda     | JAR 5   | ŠPA 5   | FRA 11  | ITA Ret | KAT Ret | NIZ 5   | BRA 3   | NEM 3  | VBR 4   | ČEŠ Ret | POR     | JPN Ret | QAT 5   | MAL 4   | AVS 6   | VAL Ret |         |         | 8.        | 117   |
| 2005 | Honda     | ŠPA Ret | POR 7   | KIT 9   | FRA 6   | ITA 6   | KAT 5   | NIZ 4   | ZDA 1  | VBR Ret | NEM 3   | ČEŠ 5   | JPN 7   | MAL 4   | QAT 3   | AVS 2   | TUR 3   | VAL 2   |         | 3.        | 206   |
| 2006 | Honda     | ŠPA 3   | QAT 2   | TUR 3   | KIT 2   | FRA 5   | ITA 3   | KAT 2   | NIZ 1  | VBR 7   | NEM 3   | ZDA 1   | ČEŠ 9   | MAL 4   | AVS 5   | JPN 5   | POR Ret | VAL 3   |         | 1.        | 252   |
| 2007 | Honda     | QAT 8   | ŠPA 7   | TUR 7   | KIT 12  | FRA Ret | ITA 10  | KAT 11  | VBR 17 | NIZ 3   | NEM 3   | ZDA Ret | ČEŠ 3   | SMR 13  | POR 4   | JPN 9   | AVS Ret | MAL 9   | VAL 8   | 8.        | 127   |
| 2008 | Honda     | QAT 10  | ŠPA 4   | POR Ret | KIT 6   | FRA 8   | ITA 13  | KAT 8   | VBR 7  | NIZ 4   | NEM 13  | ZDA 5   | ČEŠ     | SMR DNS | IND 2   | JPN 5   | AVS 3   | MAL 4   | VAL 5   | 6.        | 155   |
| 2009 | Ducati    | QAT 12  | JPN Ret | ŠPA 15  | FRA 12  | ITA 12  | KAT 10  | NIZ 8   | ZDA 5  | NEM 8   | VBR 15  | ČEŠ 6   | IND 3   | SMR Ret | POR 8   | AVS 15  | MAL 5   | VAL 5   |         | 13.       | 104   |
| 2010 | Ducati    | QAT 4   | ŠPA 4   | FRA 4   | ITA Ret | VBR 4   | NIZ 7   | KAT 8   | NEM 7  | ZDA 5   | ČEŠ 6   | IND 6   | SMR Ret | ARA 3   | JPN 12  | MAL 6   | AVS 4   | POR 5   | VAL Ret | 7.        | 163   |
| 2011 | Ducati    | QAT 9   | ŠPA 3   | POR 9   | FRA 7   | KAT 8   | VBR 4   | NIZ 5   | ITA 10 | NEM 8   | ZDA 7   | ČEŠ 7   | IND 14  | SMR Ret | ARA 7   | JPN 7   | AVS 7   | MAL C   | VAL Ret | 8.        | 132   |
| 2012 | Ducati    | QAT 6   | ŠPA 8   | POR 11  | FRA 6   | KAT 9   | VBR 7   | NIZ 6   | NEM 10 | ITA 7   | ZDA 6   | IND DNS | ČEŠ     | SMR 7   | ARA Ret | JPN 8   | MAL 4   | AVS 8   | VAL Ret | 9.        | 122   |
| 2013 | Ducati    | QAT 8   | AME 9   | ŠPA 7   | FRA 5   | ITA 6   | KAT Ret | NIZ 11  | NEM 9  | ZDA 8   | IND 9   | ČEŠ 8   | VBR 8   | SMR 9   | ARA 9   | MAL Ret | AVS 7   | JPN 9   | VAL 8   | 9.        | 126   |
| 2014 | Honda     | QAT 8   | AME 11  | ARG 11  | ŠPA 11  | FRA Ret | ITA DNS | KAT 12  | NIZ 17 | NEM 14  | IND     | ČEŠ     | VBR     | SMR     | ARA 9   | JPN 14  | AVS 10  | MAL Ret | VAL 13  | 16.       | 47    |
| 2015 | Honda     | QAT 17  | AME 13  | ARG 16  | ŠPA 17  | FRA 11  | ITA Ret | KAT Ret | NIZ 16 | NEM 16  | IND 16  | ČEŠ 17  | VBR 12  | SMR 17  | ARA 15  | JPN 13  | AVS Ret | MAL 16  | VAL 17  | 20.       | 16    |
| 2016 | Honda     | QAT     | ARG     | AME     | ŠPA     | FRA     | ITA     | KAT     | NIZ    | NEM     | AVT     | ČEŠ     | VBR     | SMR     | ARA 15  | JPN     | AVS 17  | MAL     | VAL     | 26.       | 1     |

## Zasebno življenje
Rodil se je v rimokatoliški družini, s katero je vso življenje ohranil močno povezavo. Imel je svoje stanovanje v nadstropju nad preostalo družino, medtem ko so ostali dirkači razreda MotoGP živeli v Evropi. Imel je dva brata, prav tako profesionalna motociklistična dirkača, Tommyja in Rogerja Leeja ter dve sestri Jenny in Kathleen. Leta 2010 je Tommy tekmoval v prvenstvu AMA, Roger Lee pa v prvenstvu Superbike.
Na motociklu je nosil številko 69, ki jo je nekoč uporabljal tudi njegov oče. Ta se je večkrat pošalil, da jo je izbral zaradi tega, ker jo je mogoče prebrati tudi v primeru padca, ko se lahko motocikel obrne na glavo.
Hayden se je maja 2016 zaročil z Jackie Marin.

## Smrt
17. maja 2017 je Haydena med vožnjo s kolesom v bližini Riminija v Italiji zbil avtomobil. Hayden je kolesaril sam, do nesreče pa je prišlo okoli 14. ure po srednjeevropskem poletnem času. Zgodaj zjutraj tistega dne je tekel s Kevinom Schwantzom, ki ga je tudi povabil, da bi popoldne kolesaril z njim vendar je Schwantz odklonil saj ni imel kolesa pri roki. Zgodaj popoldne je Hayden na kratko kolesaril s prijateljem Denisom Pazzaglinijem. Njuna skupna fotografija je tudi zadnja Haydenova fotografija na Instagramu.
Do nesreče je prišlo na križišču cest Ca' Raffaelli in Tavoleto v Misanu Adriatico. Hayden je potoval zahodno po cesti Ca' Raffaelli, ko je naletel na avtomobil peugeot 206 CC, ki je zapeljal na ulico, da bi prečkal ulico Tavoleto. Po poročanju italijanskega časnika La Gazzetta dello Sport je hišna nadzorna kamera, nameščena nekaj metrov stran od križišča, posnela celotno nesrečo. Hayden se očitno ni zaustavil pred stop znakom in ga je verjetno zmotil njegov iPod, ki so ga preiskovalci našli na kraju nesreče.
Voznik avtomobila je izjavil, da je bil na poti na delo, ko je Hayden prevozil znak stop in se nenadoma pojavil pred njim. Trčenju se ni mogel izogniti. Hitrost avtomobila ni bila znana, vendar je bil trk Haydena z vetrobranskim steklom dovolj močan, da ga je popolnoma razbil in padel čez avtomobilsko streho. Njegovo kolo so našli v bližnjem jarku s počenim okvirjem. Občinska policija iz Riccioneja je v preiskavo vključila tudi videoposnetek nesreče, o ugotovitvah pa so nameravali poročati julija istega leta.
Hayden je bil s hudimi poškodbami odpeljan v bolnišnico v Rimini, nato pa so ga zaradi možnosti operacije premestili na glavni travmatološki oddelek bolnišnice Maurizio Bufalini v Ceseni. Poškodbe so bile tako hude, da ga niso dali v umetno komo in ga niso operirali. Ali je bil Hayden v zadnjih dneh sploh pri zavesti ali v naravni komi ni znano.
Obseg Haydenovih poškodb je bil opisan kot politravma, ki je vključevala hudo travmatično poškodbo možganov. Utrpel je tudi zlom stegnenice, zlom medenice in več zlomov vretenc. Zaradi poškodb je bil nameščen na oddelek intenzivne nege, kjer je dobival življenjsko podporo z aparatov. Pet dni po nesreči in brez znakov okrevanja je Hayden 22. maja 2017 umrl v bolnišnici. Star je bil 35 let.
Septembra 2017 so objavili rezultate preiskave nesreče. Poročilo je 70 % krivde za nesrečo pripisalo vozniku avtomobila, 30 % pa Haydenu. Voznik avtomobila naj bi vozil približno 73 km/h v območju z najvišjo dovoljeno hitrostjo 50 km/h. Znakov zaviranja pred trčenjem niso našli. Hayden je vozil s hitrostjo 20 km/h in je zapeljal v križišče brez upoštevanja znaka stop.